# Araksawan
Araksawan – wieś w Armenii, w prowincji Ararat. W 2011 roku liczyła 732 mieszkańców.